# Oreneta arbòria
L'oreneta arbòria (Petrochelidon nigricans) és una espècie d'ocell de la família dels hirundínids (Hirundinidae). Es troba a Austràlia, Indonèsia, Papua Nova Guinea, les Illes Salomó i Timor Oriental. Els seus hàbitats principals són els boscos temperats, els boscos tropicals i subtropicals de frondoses secs, la sabana seca, les zones humides, les terres llaurades, les pastures i les àrees urbanes. El seu estat de conservació es considera de risc mínim.